# Dositheos (Sohn des Drimylos)
Dositheos (altgriechisch Δωσίθεος; 3. Jahrhundert v. Chr.), Sohn des Drimylos, war ein Staatsdiener der hellenistischen Ptolemäerdynastie in Ägypten.
Dositheos war ein gebürtiger Jude (τὸ γένος Ἰουδαίος), der sich allerdings als Apostat von seinem Vaterglauben abwandte und in den Dienst des Königs Ptolemaios IV. stellte. Diesem rettete er am Vorabend der Schlacht von Raphia 217 v. Chr. das Leben, als er im königlichen Zelt mitschlafend einen Attentäter in die Flucht schlug.
Neben der alttestamentlichen Überlieferung ist Dositheos auch aus sechs zeitgenössischen Papyri bekannt. Ihnen ist zu entnehmen, dass er bereits 240 v. Chr. dem König Ptolemaios III. als einer der zwei Leiter des königlichen Sekretariats diente und diesen im Jahr 225/224 v. Chr. auf einer Reise durch Ägypten begleitete. Während des fünfundzwanzigsten Herrscherjahres des Ptolemaios III. (223/222 v. Chr.) amtierte Dositheos schließlich als Priester des Alexander, der „Geschwistergötter“ und der „Wohltätergötter“, was die höchste religiöse Würde im hellenistischen Ägypten darstellte.